# Кінг-Джордж (острів)
Кінг-Джордж або острів короля Георга (англ. King George Island), також Ватерлоо — найбільший острів архіпелагу Південні Шетландські острови. В Аргентині острів називається Вейнтісінко-де-Майо (ісп. Veinticinco de Mayo) на честь дня початку Травневої революції — 25 травня.

## Географія

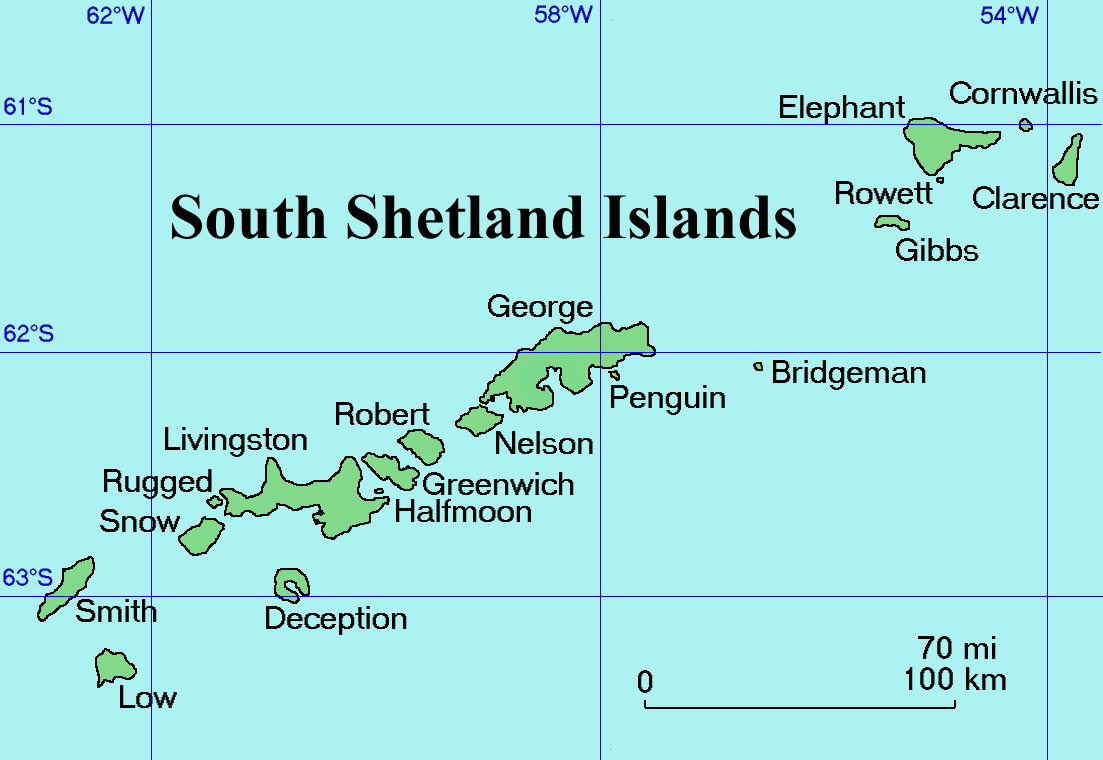
Карта Південних Шетландських островів (англійський варіант)

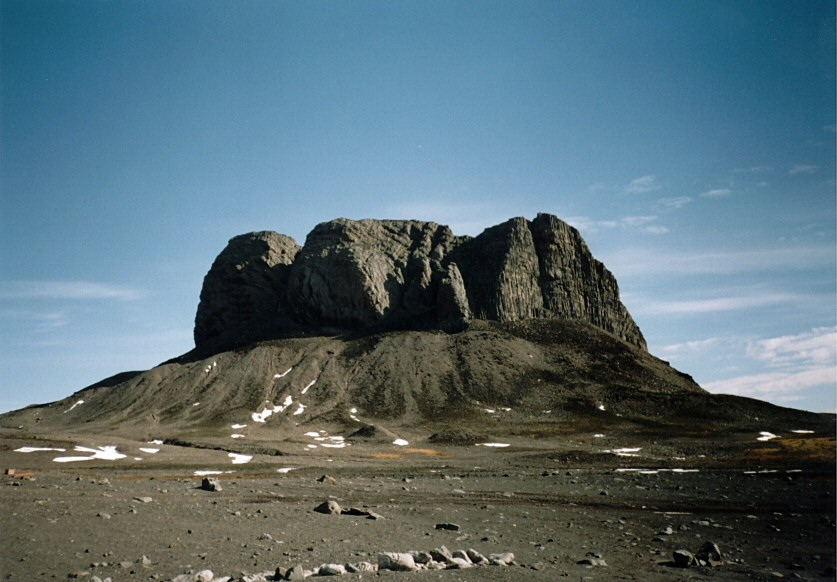
Згаслий вулкан Три Брата (Tres Hermanos), розташований поблизу аргентинської станції «Джубані» на острові Кінг-Джордж

Протяжність острова з північного заходу на південний схід майже 16 кілометрів, а з північного сходу на південний захід близько 50 кілометрів.
Південно-східна частина острова сильно порізана, має безліч бухт і заток. На північно-західній частині острова бухти відсутні. Підхід до цієї частини острова небезпечний через безліч підводних каменів. Велика частина острова зайнята льодовиком. Вільні від льоду ділянки острова (оази) являють собою дрібносопковик. Численні пагорби складені вулканічними породами і сильно зруйновані часом і погодою.
Висота деяких вершин перевищує 500 м, а висота льодовиків досягає 600 м. На острові велика кількість озер. У зимовий період вода з деяких озер йде за рахунок фільтрації через породи, що складають їх основу.
Від острова Нельсон (Лейпциг) острів Кінг-Джордж відділений протокою Файлдс, ширина якої доходить до 150 метрів. Прохід по протоці вкрай небезпечний через велику кількості підводних каменів.

## Історія
Острів відкритий Вільямом Смітом у 1819 році. В 1821 році експедиція  Беллінсгаузена і Лазарєва дала острову російську назву Ватерлоо. На деяких картах зустрічаються обидва найменування. На радянських і українських картах іноді вказуються обидві назви: острів Кінг-Джордж (Ватерлоо).

## Населення

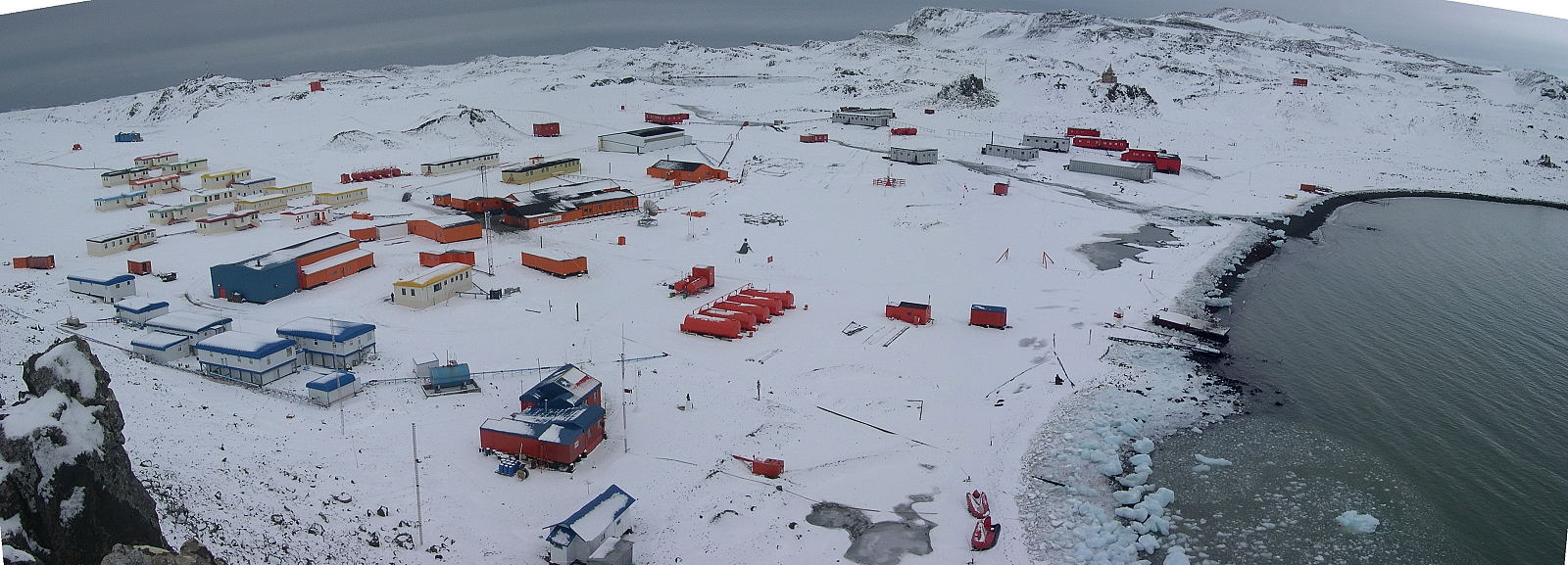
Чилійська станція «Фрей» і російська «Беллінсгаузен» (праворуч)

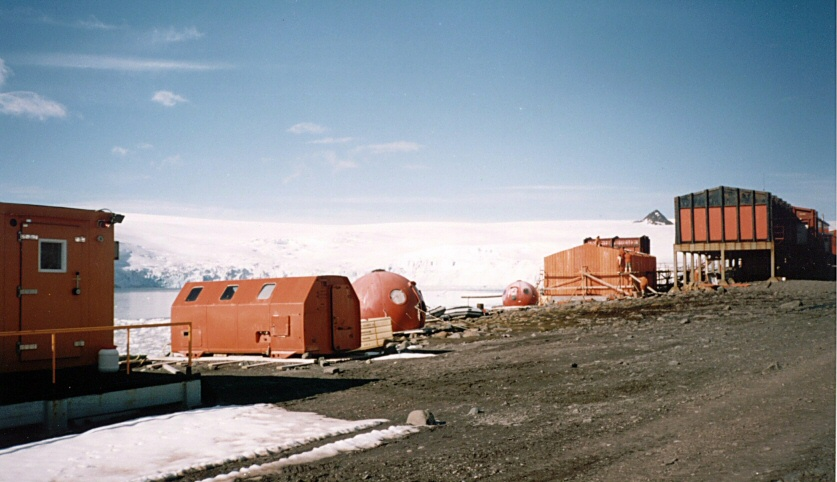
Аргентинська станція «Джубані»

Населення острова складає лише персонал дослідних станцій, що належать Аргентині (Джубані), Бразилії (Команданте Ферраз), Китаю (Великий мур), Польщі (Арцтовський), Росії (Беллінсгаузен), Уругваю (Генерал Артіґас ), Перу (Мачу-Пікчу), Чилі (Президент Едуардо Фрей) і Південній Кореї (Король Седжон).
На чилійській станції «Президент Едуардо Фрей» є поштове відділення, звідки всі охочі можуть відправити авіапоштою листи. У літній сезон регулярні авіарейси чилійських військових вантажопасажирських літаків до міста Пунта-Аренас здійснюються приблизно один раз в один-два тижні.
Влітку на острів в районі антарктичних станцій (зазвичай у «Президент Едуардо Фрей» і «Беллінсгаузен») регулярно висаджуються з туристичних кораблів по кілька десятків туристів для проведення коротких екскурсій.